# 方円社
方円社（ほうえんしゃ、方圓社）は、明治、大正時代の日本の囲碁の組織。
1879年に村瀬秀甫（後の本因坊秀甫）、中川亀三郎らにより設立され、1924年の碁界大合同による日本棋院設立まで続いた。明治後期の日本における最も繁栄した囲碁組織で、本因坊家などと対立しながらも、封建的な家元制度を脱却し、実力主義を導入、従来の段位制度に代わり、級位制を取り入れるなど、次々と新しい試みを打ち出し、囲碁の普及と近代化に大いに功績があった。
「方円」とは、四角の碁盤と丸い碁石を用いる囲碁の、古来からの別名である。機関誌「囲棋新報（囲碁新報）」は、世界初の囲碁雑誌であった。方円社を援助した財界人には、井上馨、後藤象二郎、岩崎弥太郎、渋沢栄一らがいる。

## 設立の背景
江戸時代に幕府から家禄を得ることで家元制度としての発展を遂げていた囲碁界は、明治維新により幕府の保護を失うという打撃を受けることになった。まず棋士達の研鑽の成果を発揮する場であった御城碁が幕末以後行われなくなってしまい、これを補うために本因坊秀和は「三の日会」と称して対局の場を設けたが、資金難により3、4年で中断した。1869年(明治2年)には秀和門下で本因坊丈和三男の中川亀三郎が、本因坊跡目秀悦、林秀栄（後の本因坊秀栄）、安井算英、小林鉄次郎、吉田半十郎らを自宅に招いて「六人会」という例会を1年ばかり続けるなどしていた。この資金は豪商の田口重次郎が賄い、後に海老沢健造、白石喜三郎なども参加した。
この1869年には、明治政府東京府庁から、屋敷の引き渡し、及び家禄の半減の措置が取られ、1871年(明治4年)には家禄奉還となり、各家元は公的な財政基盤を失った。このため碁界では棋士の研鑽と育成を継続するための方策と、そのための資金の支援者が必要となっていた。

## 歴史

### 秀甫の時代
- 設立

秀和門下で当時の棋界の第一人者だった村瀬秀甫七段と、中川亀三郎六段が中心となり、1879年(明治12年)4月に囲碁研究会として「方円社」発会。「この時から秀甫が社長であった」と書かれることがあり、当該項目にもその記述があったが、林裕によると『坐隠談叢』（安藤如意著）のあいまいな記述が原因の誤解だという。
これを記念した方円社発会記念対局には、本因坊秀悦、林秀栄五段、安井算英五段などの家元四家の棋士も参加した。また毎月第3日曜に月例会を催し、秀甫の講評を付けて例会の棋譜を掲載する「囲棋新報」を月報として発刊を開始。しかし実力第一主義を謳い家元の権威を認めない方円社のやり方に、家元側の秀栄らが反発し、席次と入社時の条件不実行を理由に脱退して方円社は9月に分裂。秀栄は本因坊秀元、井上松本因碩らと図って、方円社の社員となっていた門下の段位を剥奪、方円社と秀甫に対抗するようになった。黒田俊節、梅生長江らは憤慨して家元に免状を返上。秀甫は方円社を再組織し、11月神田神保町で方円社を発会。1880年(明治13年)方円社独自の免状の発行を始める。社員の従来の段位を確認し、「囲棋新報」（第十集）の対局譜に段位を付して発表した。
1881年(明治14年)、秀甫が中川を先二に打ち込み、八段に推薦される。この年より、常置指南を置くことになり、村瀬秀甫、中川亀三郎、小林鉄次郎、水谷縫次、高橋周徳、高橋杵三郎、梅主長江、酒井安次郎、大沢銀次郎、林佐野、今井金江茂、関源吉らが交代でこの役割を担当した。1883年(明治16年)、従来の段位制を廃し、級位制を採用する。
- 坊社再分離

1884年(明治17年)17世本因坊となった秀栄は後藤象二郎に方円社との和解の仲裁を委ね、方円社手合に出席するようになり、12月21日には秀甫との十番碁（秀栄先）を開始する。1886年(明治19年)7月30日、秀栄は秀甫の八段を正式に認め、同時に本因坊を譲って土屋秀栄を名乗る。村瀬秀甫は18世本因坊となり、即日秀栄（五段）に七段を贈る。秀甫対秀栄の十番碁は5勝5敗の打ち分けとなるが、8月6日の最終局は秀甫の絶局となり、10月14日に秀甫没（享年49）。11月、中川亀三郎が2代目の方円社社長となる。秀栄は秀甫との、本因坊は方円社社長を兼ねるという合意に基づき中川との勝負碁を迫るが、中川は本因坊継承の意志が無いことを示して勝負を避け、これ以降再度本因坊家と方円社は分離した状態となる。

### 坊社対立と発展
- 方円社の勢力

方円社の所属棋士には、方円社四天王と称された小林鉄次郎、水谷縫次、酒井安次郎、高橋杵三郎らがいた。ことに水谷は1880年(明治13年)に秀甫の招きで上京して四段（6級）に認められた後、ただ一人秀甫に先相先の手合に進むが、1884年(明治17年)に夭逝する。方円社はまた塾生制度により年少棋士を育成し、後に石井千治（1883入塾、後の二代目中川亀三郎）、田村保寿（本因坊秀哉、1885）、林文子（喜多文子）、杉岡栄次郎、田村嘉平（1891）、広瀬平治郎（1891）、雁金準一（1891）、岩佐銈（1895）、高部道平（1899）などを輩出する。塾生時代の石井、田村、杉岡は方円社三小僧と呼ばれた。1889年(明治22年)には「青年研究会」を発会、「青年囲碁研究会新誌」も創刊される。1907年(明治40年)には鈴木為次郎が飛び付き三段、1909年(明治42年)には瀬越憲作が飛び付き三段で参加する。
また1893年には、級位制から元の段位制に復帰した。中川亀三郎は1899年に引退し、小林鉄次郎に代わって副社長となっていた元安井家門人の巌崎健造が3代目方円社社長、石井千治が副社長となる。
- 本因坊派の動き

それに対し本因坊秀栄は、1892年(明治25年)「囲碁奨励会」、1895年（明治28年）「四象会」を発足するなど研鑽に励み、実力抜きん出るに至って1898年（明治31年）八段に進む。安井算英、隠居の本因坊秀元らに加え、方円社を退社した田村保寿が入門、また石井千治、広瀬平治郎らも参加、雁金準一も1905年(明治39年)に方円社を退社して門下となるなど方円社を凌ぐ勢いとなり、野沢竹朝などの有力な若手棋士も育ち、1906年(明治39年)に名人に進む。1895年(明治28年)、1896年には、石井と、田村保寿、秀栄の十番碁、1900年（明治33年）雁金と秀栄の十番碁も行われた。1907年に本因坊秀栄が死去すると、田村保寿と雁金準一の本因坊継承争いが起こり、田村が本因坊秀哉となり、雁金は後に方円社理事として復帰する。
- 碁界の趨勢

方円社でも、1900年(明治33年)頃には初段以上の名簿は全国で500人に達するなど、普及による興隆を果たした。1907年（明治40年）中川家を継いで中川千治となっていた石井千治が方円社を退社、1909年には七段昇段して2代目中川亀三郎を襲名、岩佐銈、野沢竹朝らとともに囲碁同志会を結成するという分裂もあったが、中川は1912年(大正元年)に復帰して、巌崎健造を継いで方円社4代目社長に就任、囲碁同志会は解散する。
1898年(明治31年)に神戸新聞で最初の新聞碁が開始。1899年(明治32年)には読売新聞がスポンサーとなり、初の囲碁電信手合が東京の巌埼健造と大阪の泉秀節により対局される。また時事新報は1901年(明治34年)に「囲碁新手合」を開始、続いて明治末までに朝日、毎日、読売新聞が囲碁の棋譜を掲載するようになる。萬朝報の黒岩涙香は新聞碁を通じて坊社を結びつけようと考え、1905年から「碁戦」という囲碁欄を設けて坊門と方円社の手合を交互に掲載、1910年からは坊門と方円社の対抗戦「連合選手戦」が開始される。1916年(大正5年)大阪朝日新聞にて坊社対抗戦（選手各8名、方円社の喜多文子は坊門側で出場）。1917年(大正6年)時事新報で坊社合同対局、広瀬平治郎と野沢竹朝の対局が行われる。
1912年に巌埼健造が引退し、2代目中川亀三郎が4代目方円社社長となる。

### 碁界合同へ
- 三派鼎立

1920年(大正9年)には中外商業新報（日本経済新聞の前身）で坊社両派の混合敗退戦を開始、第1局は方円社岩佐銈と坊門の井上孝平が対局した。また同年、小杉丁、向井一男らが中心となり、本因坊門と方円社の若手棋士6名による研究会「六華会」結成。瀬越憲作、鈴木為次郎、井上孝平らに講評を依頼、小岸壮二を会友に迎えるなどし、九州日報社の内田好之輔の運動で棋譜が地方新聞に掲載されるようになり、その後も岩本薫、橋本宇太郎、木谷實、前田陳爾ら多くの若手棋士が参加、日本棋院結成時までには会員20数名を数えるまでになった。1921年(大正10年)には中川亀三郎に八段を贈り、方円社顧問を委嘱。
第一次世界大戦後からの碁界合同の機運が高まった1922年(大正11年)、時事新報の矢野由次郎や代議士の大縄久雄発起で、秀哉以下の坊門、方円社、16世井上因碩を始めとする関西の棋士、稲垣日省など中京の棋士が署名した「日本囲碁協会」の趣意書が配付され、政財界からも多くの賛同を受けた。1920年に方円社長となった広瀬平治郎はこの機運に乗じて社屋の丸ビル移転を計画し、財界有志による寄付金を募集、移転披露囲碁大会を「日本橋倶楽部」で開催などするが、病に倒れ計画は頓挫する。同年12月に方円社理事の雁金準一、鈴木為次郎、瀬越憲作と高部道平の4名が独立して「裨聖会」を設立、総互先・コミ出し制、持ち時間制、成績の点数制などの近代的な手合制度を開始する。これに刺激を受けて、方円社の副社長格岩佐銈と広瀬門下の加藤信は、本因坊秀哉との間で坊社合同を合議し、広瀬の集めた資金により翌年1月に丸ビルに中央棋院を設立する。
しかしほどなく資金運用を巡って加藤と本因坊派が対立し、4月に社屋は方円社に復し、本因坊派は中央棋院として日本橋に移転した。ただしこの時に旧方円社の小野田千代太郎、喜多文子の2名が合同の意志を継続して中央棋院に残った。これにより、碁界は、中央棋院、方円社、裨聖会の三派鼎立時代と呼ばれるようになる。この年3月には本因坊算砂300年祭が行われ、関西の吉田操子や本因坊秀哉らの斡旋で、裨聖会を除く方円社や井上家などの棋士も勢ぞろいする盛況となり、合同への再度の動きの契機となった。また第一次大戦後の不況もあり、各派の経済事情も苦しくなってきたこともこれを促した。
- 大合同

1923年(大正12年)の関東大震災により各派は大きな打撃を受け、中央棋院と裨聖会は方円社に合同を申し入れ、これを拒否するならば方円社との新聞手合を拒絶すると迫った。雁金らを欠き、小野田の中央棋院行きなどもあって加藤信に続く棋士が岩本薫四段ぐらいとなっていた方円社はこれを受け入れた。また大倉財閥の大倉喜七郎の援助を受けるられることとなり、1924年(大正13年)4月に関西の棋士らも参加して棋界合同協議開催、5月に方円社解散、7月に碁界大合同による日本棋院設立、方円社所属棋士は日本棋院所属となった。

## 囲碁普及の功績
方円社が明治期における一般の囲碁愛好家向けに果たした功績は大きい。その一つには短期間ではあるが級位制の採用があり、これは従来の9段階の段位制を12段階に広げ、免状を受けられる人の範囲を広げるとともに、宣伝上の効果、免状発行による収入増の効果もあった。また雑誌「囲棋新報」等の発行により、棋譜の紹介を迅速にし、不特定多数への宣伝にもなった。
また1885年（明治18年）に横浜、1887年（明治20年）に泉秀節が大阪に方円分社を設立するなど、地方への普及にも力を入れた。中根鳳次郎が1992年(明治25年)に岡山、1993年(明治26年)に神戸に方円支社を設立。田村嘉平が1908年(明治41年)に京都分社長となる。

### 出版活動
1879年(明治12年)4月20日の例会開始とともに、方円社の定例手合の棋譜を評とともに掲載する「囲棋新報（圍棋新報）」を月報として発行開始した。1888年(明治21年)からはそれまで和紙木版だったのを洋紙活版とし。1924年(大正13年)4月520号まで発行される。
1900年(明治33年)には初段以下を対象とする「囲碁初学独修新報（圍碁初學獨習新報）」を姉妹雑誌として発刊（1908年に「囲棋初学新報（圍棋初學新報）」に改名）。1912年(大正元年)に2代目中川亀三郎が方円社社長就任した際、囲碁同志会の機関誌であった「囲棋世界」と合併、1913年に「棋道」として再発刊。1913年2月号までで終刊して「囲棋新報」に合併。
1907年(明治40年)には、機関誌というより趣味誌的性格として、講座や読み物も多くした「方円新報（方圓新報）」を発刊、ただし村瀬秀甫著「方円新法」と読みが同じため、後に「碁界新報」に改名。
これらの他、明治末期から大正にかけて、各囲碁団体や出版社がそれぞれに囲碁雑誌を刊行した。

### 国際普及
工務局の鉄道関係技師として日本に招かれていたドイツ人オスカー・コルセルトが方円社を訪れ、碁の指南を望んだ折、村瀬秀甫は海外普及の好機至れりと喜んで、コルセルトを弟子とし、懇切に碁を指導した。帰国したコルセルトが、1882年に発表した碁を紹介する記事から、ヨーロッパでの囲碁の歴史が始まった。

## 人物

### 歴代社長
|      | 社長                   | 任期        |
| 初代 | 村瀬秀甫（本因坊秀甫） | 1879 - 1886 |
| 2    | 中川亀三郎             | 1886 - 1899 |
| 3    | 巌崎健造               | 1899 - 1912 |
| 4    | 二代目中川亀三郎       | 1912 - 1920 |
| 5    | 広瀬平治郎             | 1920 - 1924 |
| 6    | 岩佐銈                 | 1924        |

### 方円社の棋士
- 梅主長江（ -1886頃）安井家門下で、元の名は白石喜三郎。家元と方円社が不和になって免状剥奪となった際に、自ら五段を返上して方円社に入社した。
- 水谷四谷（ -1887頃）水谷琢廉の子[要出典]、五段。方円社設立に参加。
- 杉山千和（1821-1899）美濃国生まれ、旧姓山本、旧名千代三郎。伊藤松和に学び、本因坊秀和より五段、方円社より六段を受ける。
- 高橋周徳（1822-1886）旗本で元の名は鍋三郎、安井息軒から周徳の号を受ける。方円社設立に尽力した。五段。
- 今井金江茂（-1895）本因坊門下で旧名金蔵。方円社設立直後に入社、横浜在住し、五段まで進む。
- 林佐野（1825-1901） 林元美実子[要出典]で林家の分家林藤三郎の養女となり、16歳で入段。方円社創設に協力、三段に進み、喜多文子らを育てた。
- 山崎外三郎（1829-1894）尾州徳川藩士で、加藤隆和門下で五段となる。上京して方円社員と多く対局を重ね、六段を追贈された。
- 梶川昇（1831-1890）伊勢国生まれ、元の名は守禮、旧姓橘。医者の家柄だが、本因坊秀和門下で学び五段となり、方円社設立に参加して東上。郷里で県会議員、徴兵参事官などを務めた。
- 吉田半十郎（1831-1897）本因坊秀悦らとの六人会を経て方円社設立を進めた。
- 高橋杵三郎（1836-1902）本因坊秀和門下で、方円社四天王の一人。水谷縫治と十番碁。
- 三好紀徳（1837-1885）佐賀藩の儒士。三段。「囲棋新報」で評論を執筆。
- 黒田俊節（1839-1884）服部正徹門下で、大阪に居し、初期の方円社棋士と交流した。
- 高崎泰策（1839-1907）関西、中京で大塚亀太郎、泉秀節らと囲碁普及に努めた。
- 泉秀節（1844-1904）中川順節門下で、大阪方円分社を設立。子の泉喜一郎が分社長を継いだ。
- 大沢銀二郎（1844-1906）安井算知門下、9歳の時に聾となる。28歳で四段。方円社設立時に入社し、方円社、安井家より五段。1901年に方円社勤続功労の褒状を贈られた。
- 水谷縫次（1846-1884）少年時代に秀策との対局で名が知られていたが、秀甫の招聘で1880年に愛媛から上京して方円社定式会に参加、四段(6級)を認定。その後秀甫にただ一人先相先の手合い進むが、38歳で夭逝。
- 内垣末吉（1847-1918）因幡国生れ。本因坊秀和門下で三段となり、明治になって官職に転じ、井上馨に従って1903年まで精勤。方円社設立に参加し、1912年六段に進む。没後方円社より追悼七段。
- 小林鉄次郎（1848-1893）井上門下だったが方円社設立時から参加。実務的手腕に優れ、幹事、副社長も務めるなど運営面で大きく貢献した。
- 酒井安次郎（1851-1883）江戸の生まれ、吉田半十郎門下で、雀小僧と呼ばれる。小林鉄次郎と信州遊歴の後、方円社設立に参加し、方円社四天王の一人となり、五段に昇る。
- 稲垣兼太郎（1854-1940）方円社設立とともに入社。中京碁界の組織化に尽力した。
- 中根鳳次郎（1855-1921）井上松本因碩門下から方円社に参加。岡山、神戸で方円社分社設立。
- 関源吉（1856-1925）本因坊秀和、秀甫に学び、石井千治と青年囲碁研究会を設立、本因坊秀栄らと碁界合同を探った。
- 石井千治（1869-1928）1983年に入塾、85年初段。中川亀三郎没後に養子となり、一時期方円社脱退し二代目中川亀三郎を襲名、その後4代目社長を務める。
- 長野敬次郎（1870-1921）鹿児島生まれ。長崎で重久元和に学び、1903年に東京に出て方円社に参加、1904年三段、1909年五段。その後は九州碁界発展に尽くした。
- 林徳蔵（1872-1931）1908年に本因坊門と方円社から二段を認められ、1919年四段、追贈五段。林有太郎の父。
- 都築米子（1872-1937）本因坊秀栄、梅主長江に教えを受け、方円社定式手合に参加、囲碁同志会にも参加した。追贈五段。
- 田村保寿（本因坊秀哉、1874-1940）1885年に方円社に入塾し、住み込みの塾生となる。石井千治、杉岡栄次郎とともに方円社の三小僧と呼ばれるが、1891年に除名。その後本因坊秀栄門下となり、秀栄死後に21世本因坊となる。
- 喜多文子（1875-1950）方円社で女流棋士のパイオニアとして活躍し、日本棋院設立時にの調整に奔走した。
- 小林鍵太郎（1875-1935）父は小林鉄次郎。18歳初段。父は棋士となることを禁じたが、父の死後に囲碁の道へ進む。五段。実子の小林誠一も棋士。
- 竹田逸子（1875-1935）以津子とも書いた。旧名高橋閑子。明治20年頃に方円社女子部に在籍したが、公式手合は打たず、指導に徹し、また薙刀など多芸の持ち主だった。四段。門下に竹中幸太郎、星野紀など。
- 井上孝平（1877-1941）巌崎健造に学び、本因坊秀栄、秀哉などとも繋がりを持ち、石井千治の囲碁同志会にも参加。
- 田村嘉平（1878-1937）方円社塾生の後、京都、大阪で活動、方円社京都分社長、日本棋院関西支部長を務める。
- 吉田操子（1881-1944）泉秀節、本因坊秀哉らに学んだ後、京都で囲碁界組織化。日本棋院設立では関西碁会をまとめた。
- 都谷森逸郎（1882-）青森県生まれ。広瀬平治郎門下で、1923年五段。関西で手合の他、著作を多く残した。
- 伊藤幸次郎（1883-1956）東京生まれ。1899年に巌崎建造に入門、入段の後に方円社塾生となり、日本棋院にも所属。六段。琵琶の名手としても知られた。
- 鈴木為次郎（1883-1960） 中学時代から方円社に通い、巌崎健造の弟子となって棋士となるが、脱退して裨聖会を設立。日本棋院時代にかけて一貫して本因坊秀哉打倒に執念を燃やした。
- 瀬越憲作（1889-1972）20歳で上京して入社、裨聖会に参加し三派鼎立の後、大倉喜七郎の後援を得て日本棋院設立を為した。
- 久保松勝喜代（1894-1941）泉秀節に学び、関西囲碁研究会などを組織。少年時代の橋本宇太郎、木谷實らの他、多くの関西棋士を育てた。
- 小野田千代太郎（1896-1944）方円社塾生から新進棋士として活躍。中央棋院で坊社合同に尽力した。
- 向井一男（1900-1969）愛媛県出身、田坂信太郎門下。1918年入段。本因坊門下と共同の若手棋士研究会六華会設立の中心となった。
- 岩本薫（1902-1999）1913年に広瀬平治郎に入門し、1917年入段。第3-4期本因坊。戦後の日本棋院復興、海外への囲碁普及に尽力した。
- 橋本宇太郎（1907-1994）久保松勝喜代門下を経て、1920年に瀬越憲作に入門、1922年入段。第2、5-6期本因坊。1950年に関西棋院設立。